# 佐々木茂夫
佐々木 茂夫（ささき しげお、1944年（昭和19年）10月12日 - ）は、日本の検察官。弁護士（弁護士法人御堂筋法律事務所）。元大阪高等検察庁検事長。

## 来歴
1969年（昭和44年）検事任官。最高検公判部長、同総務部長、大阪地検検事正等を経て、2004年（平成16年）に札幌高検検事長。その後、2005年（平成17年）福岡高検検事長、2006年（平成18年）大阪高検検事長を歴任し、2007年（平成19年）に退官。2015年、瑞宝重光章受章。
関西を中心に異動を繰り返す「関西検察」の一員で、退官後は弁護士登録し、関西系の各種企業役員等を務め、関西電力監査役も務めていていたが、同社の幹部が森山栄治元部落解放同盟福井県連書記長から多額の金品を受け取っていた問題で、監査役が取締役会に報告していなかったことが2019年（令和元年）に発覚し、日本監査役協会会長の岡田譲治は「おかしいと思う」と対応に疑問を呈した。
2020年には関西電力取締役となったが、その際の株主総会通知において株主に対し、事前に金品受領問題を認識していなかったと虚偽の説明がなされており、実際には事前に相談を受けていたためのちに「一端を知る立場にありました」とウェブサイト上で訂正された。

## 略歴
- 1966年（昭和41年） 司法試験第二次試験合格
- 1967年（昭和42年）3月 京都大学法学部卒業
- 1969年（昭和44年）
  - 4月7日 司法修習終了
  - 4月8日 東京地方検察庁検事
- 1970年（昭和45年）3月27日 富山地方検察庁検事
- 1972年（昭和47年）3月25日 富山地方検察庁高岡支部検事
- 1973年（昭和48年）3月23日 大阪地方検察庁検事
- 1975年（昭和50年）3月24日 和歌山地方検察庁検事
- 1977年（昭和52年）3月25日 大阪地方検察庁検事
- 1981年（昭和56年）7月20日 高松地方検察庁公安部長
- 1984年（昭和59年）3月26日 大阪地方検察庁検事
- 1985年（昭和60年）
  - 3月25日 東京地方検察庁検事
    - 1985年（昭和60年）4月8日 司法研修所教官
- 4月6日 大阪地方検察庁検事
- 1990年（平成2年）4月5日 京都地方検察庁公安部長
- 1992年（平成4年）12月10日 大阪地方検察庁交通部長
- 1993年（平成5年）7月2日 大阪地方検察庁刑事部長
- 1994年（平成6年）12月5日 大阪高等検察庁刑事部長
- 1995年（平成7年）7月31日 大阪地方検察庁次席検事
- 1996年（平成8年）12月3日 大津地方検察庁検事正
- 1998年（平成10年）
  - 2月12日 最高検察庁検事
  - 10月12日 大阪高等検察庁次席検事併任法務総合研究所大阪支所長
- 2000年（平成12年）6月12日 最高検察庁公判部長
- 2001年（平成13年）
  - 7月2日 最高検察庁総務部長
  - 11月15日 大阪地方検察庁検事正
- 2004年（平成16年）1月16日 札幌高等検察庁検事長
- 2005年（平成17年）4月1日 福岡高等検察庁検事長
- 2006年（平成18年）5月8日 大阪高等検察庁検事長
- 2007年（平成19年）
  - 7月10日 依願免本官
  - 8月23日 弁護士登録（大阪弁護士会）
- 2008年（平成20年）
  - 4月 京都大学監事（非常勤）
  - 6月
    - 株式会社神戸製鋼所監査役
    - 積水樹脂株式会社監査役
- 2020年（令和2年）6月25日 関西電力株式会社取締役[4]